# Storia degli Stati Uniti d'America (1980-1988)

## Cambiamenti demografici ed affermazione dellaSun Belt
Il più importante fenomeno demografico degli anni settanta fu l'affermarsi della "Sun Belt", ossia la crescita degli Stati del Sudovest e del Sudest, specialmente Florida e California (che nel 1964 era diventata lo Stato più popoloso, sorpassando quello di New York). Non più tardi del 1980, la popolazione della Sun Belt aveva superato quella delle regioni industriali del Nordest e del Midwest che, al contrario avevano avuto una riduzione, in certi casi non solo in termini relativi al totale nazionale, ma pure in termini assoluti. La crescita della Sun Belt si intersecò a quella dei sobborghi, il cui sviluppo, iniziato negli anni cinquanta, era dovuto, in larga misura, al sempre maggiore utilizzo delle automobili. Inoltre, il settore dei servizi si affermò ulteriormente come principale fonte di lavoro, facilitando i trasferimenti dai "vecchi" stati industrializzati alle "nuove frontiere".
La crescita della Sun Belt produsse un cambiamento nel clima politico della nazione, rafforzandone il conservatorismo. Sempre più conservatrice che in molte altre regioni del paese, la mentalità da boom economico di questa regione in crescita era in netto conflitto con le preoccupazioni della cosiddetta Rust Belt, una regione altamente congestionata, gravata da una base economica in declino, e casa di grandi gruppi di minoranze impoverite. Il Nordest e il Midwest rimasero molto più impegnati verso i programmi sociali e molto più interessati nella crescita regolamentata, rispetto alle aree completamente aperte e in espansione del sud e dell'ovest. Le tendenze elettorali nella regione riflettono questa divergenza—Nordest e Midwest hanno sempre più votato per i candidati democratici nelle elezioni federali, statali e locali, mentre il Sud e l'Ovest sono diventate la base del voto repubblicano. Per inciso, la California è riemersa come punto di forza per il Partito Democratico alla fine degli anni 1990, a causa della forte reazione negativa nei confronti delle prese di posizione percepite come nativiste e anti-affirmative action, del Partito Repubblicano. I bianchi non ispanici sono oggi una minoranza nello stato più popoloso degli USA.
Mentre sempre più industrie spostavano le loro fabbriche e quartier generali dai centri cittadini ai sobborghi con tassazione inferiore e regolamentazioni ambientali più lasche, molti videro una contrazione della propria base economica, mentre le municipalità perdevano le entrate derivanti dalle aziende che si erano trasferite. Nelle principali aree urbane della nazione la disoccupazione crebbe, aumentando la richiesta di servizi sociali, mentre la base fiscale declinava. La città di New York sfuggì di poco alla bancarotta nel 1975.
Il problema fiscale dei principali centri urbani della nazione si stava verificando nel contesto dei più ampi spostamenti demografici dai tempi della seconda guerra mondiale, che costrinsero le grandi città a fare i conti con una base fiscale in declino. Nel frattempo i conservatori si scagliarono contro quelli che consideravano come i fallimenti dei programmi sociali liberali, un tema potente nella gara presidenziale del 1980 e nelle elezioni di metà termine del 1994, quando i Repubblicani riottennero la maggioranza alla Camera dei Rappresentanti dopo 40 anni di controllo dei Democratici.
I leader liberali degli anni '60, caratteristici dell'epoca della Grande società e del movimento per i diritti civili, fecero strada in tutto il paese, negli anni 1970, a politici urbani conservatori, come il sindaco di New York, Ed Koch, un Democratico conservatore.
A partire dagli anni '80 molti vecchi centri urbani vissero una specie di ritorno in auge, con una ondata di "signorilizzazione", grazie a una nuova generazione di americani che scoprirono i piaceri della vita urbana. Le aree centrali delle città iniziarono ad attirare nuovamente gli investimenti, contribuendo al ritorno di una classe media benestante, in particolare a New York negli anni recenti. Mentre ciò ha incrementato la crescita commerciale e migliorato la base fiscale delle aree urbane, i prezzi delle abitazioni sono stati spinti verso l'alto, allontanando i residenti più poveri. I processi di "signorilizzazione" e di stratificazione tra ricchi e poveri sono stati fortemente intrecciati fin dal declino dello stato del welfare liberale degli anni '60. La crescente scarsità di alloggi a basso costo contribuì quindi a uno dei fenomeni demografici più ampiamente discussi della metà degli anni 1980: quello dei senza dimora. Nonostante i conseguimenti del movimento per i diritti civili degli anni '60, la classe urbana operaia afro-americana è diventata sempre più marginalizzata rispetto al grosso della società statunitense, rispetto alla sua controparte di due decenni prima, a causa delle tendenze demografiche della suburbanizzazione e della signorilizzazione. Negozi e imprese hanno abbandonato i centri storici, mentre il declino dei servizi sociali e dell'efficacia della affirmative action negli ultimi due decenni, ha ridotto le prospettive di miglioramento.

## La "Rivoluzione Reaganiana"

### L'assalto allaDistensioneUSA/URSS
Gli anni '70 inflissero duri colpi alla fiducia americana caratteristica degli anni '50 e dei primi anni '60. La guerra del Vietnam e lo scandalo Watergate mandarono in frantumi la fiducia nella presidenza. Le frustrazioni internazionali, compresa la caduta di Saigon nel 1975, la crisi degli ostaggi in Iran nel 1979, l'invasione sovietica dell'Afghanistan, la crescita del terrorismo internazionale e l'accelerazione della corsa agli armamenti, sollevarono paure circa la capacità della nazione di controllare gli affari internazionali. Crisi energetica, disoccupazione e inflazione sollevarono questioni fondamentali sul futuro della prosperità americana.
Il "malaise" americano, termine che faceva riferimento al discorso del 1979 del presidente Carter noto come "discorso della crisi di fiducia", a cavallo tra anni 1970 e 1980, non era infondato. Sotto la leadership di Leonid Brežnev (1964-1982), l'Unione Sovietica migliorò la qualità della vita raddoppiando i salari urbani e innalzando quelli rurali di circa il 75 percento, costruendo milioni di appartamenti monofamiliari, e producendo grandi quantità di beni di consumo e di elettrodomestici. La produzione industriale sovietica aumentò del 75%, e l'URSS divenne il più grande produttore mondiale di petrolio e acciaio.
Anche all'estero il corso della storia sembrò volgersi in favore dell'Unione Sovietica. Mentre gli Stati Uniti erano invischiati nella recessione e nel pantano del Vietnam, i governi filo-sovietici facevano grossi passi avanti, in particolare nel terzo mondo. Gli USA avevano fallito nell'impedire alla forze nordvietnamite di prendere Saigon, cui seguì l'unificazione dei Paese in un Vietnam indipendente e con un governo comunista. Altri movimenti comunisti, diversi dei quali sostenuti da Mosca, si diffondevano rapidamente attraverso Africa, Sud-est asiatico e America Latina. E l'Unione Sovietica sembrava impegnarsi nella dottrina Brežnev, inviando truppe in Afghanistan. L'invasione sovietica del 1979 segnò la prima volta in cui l'URSS inviò truppe al di fuori del Patto di Varsavia fin dai tempi della creazione di questa controparte orientale della NATO.
Reagendo a tutte queste percezioni di declino interno e internazionale degli USA, un gruppo di accademici, giornalisti e politici, etichettati da molti come "nuovi conservatori", dato che molti di loro erano ancora democratici, si ribellò nei confronti della deriva a sinistra del Partito Democratico negli anni 1970 su argomenti riguardanti la difesa (in particolare dopo la nomina di George McGovern nel 1972), lamentando il declino geopolitico statunitense e incolpando i democratici liberali. Molti si radunarono attorno al senatore Henry "Scoop" Jackson, un Democratico, ma si allinearono in seguito con Ronald Reagan e i repubblicani, che promisero di contrastare l'espansione comunista e filo-sovietica.
In generale erano anticomunisti e sostenevano la necessità di un livello minimo di assistenza sociale da parte del governo. Ma il loro obiettivo principale erano le vecchie politiche di contenimento del comunismo. La "distensione" con l'Unione Sovietica era il loro obiettivo immediato, con le sue mire di pace attraverso negoziati, diplomazia e controllo delle armi.
Guidati da Norman Podhoretz, i neoconservatori attaccarono l'ortodossia della politica estera durante la guerra fredda definendola di "appeasement", una allusione ai negoziati condotti da Neville Chamberlain a Monaco di Baviera negli anni 1930. Essi consideravano le concessioni a nemici relativamente deboli degli USA come "concilianti" verso il "male", attaccarono la distensione, si opposero allo status commerciale di "nazione favorita" di cui godeva l'URSS, e sostennero l'intervento unilaterale statunitense nel terzo mondo, come metodo per far crescere l'influenza del Paese negli affari internazionali. Prima dell'elezione di Reagan, i neoconservatori, acquisendo influenza, cercarono di sradicere i sentimenti contrari alla guerra provocati dalla sconfitta statunitense nella guerra del Vietnam e le massicce perdite nell'Asia sud-orientale che la guerra aveva indotto.
Durante gli anni 1970 Jeane Kirkpatrick, un'importante politologa e in seguito ambasciatrice statunitense alle Nazioni Unite durante la presidenza Reagan, incarico che resse per quattro anni, criticò sempre più il Partito Democratico. La Kirkpatrick divenne una convertita alle idee del neoconservatorismo. Tracciò una distinzione tra dittatori autoritari, che riteneva in grado di abbracciare la democrazia e che erano, non per coincidenza, alleati degli Stati Uniti, e dittatori totalitari comunisti, che considerava come inflessibili e incapaci di cambiare.

### Ronald Reagan e le elezioni del 1980

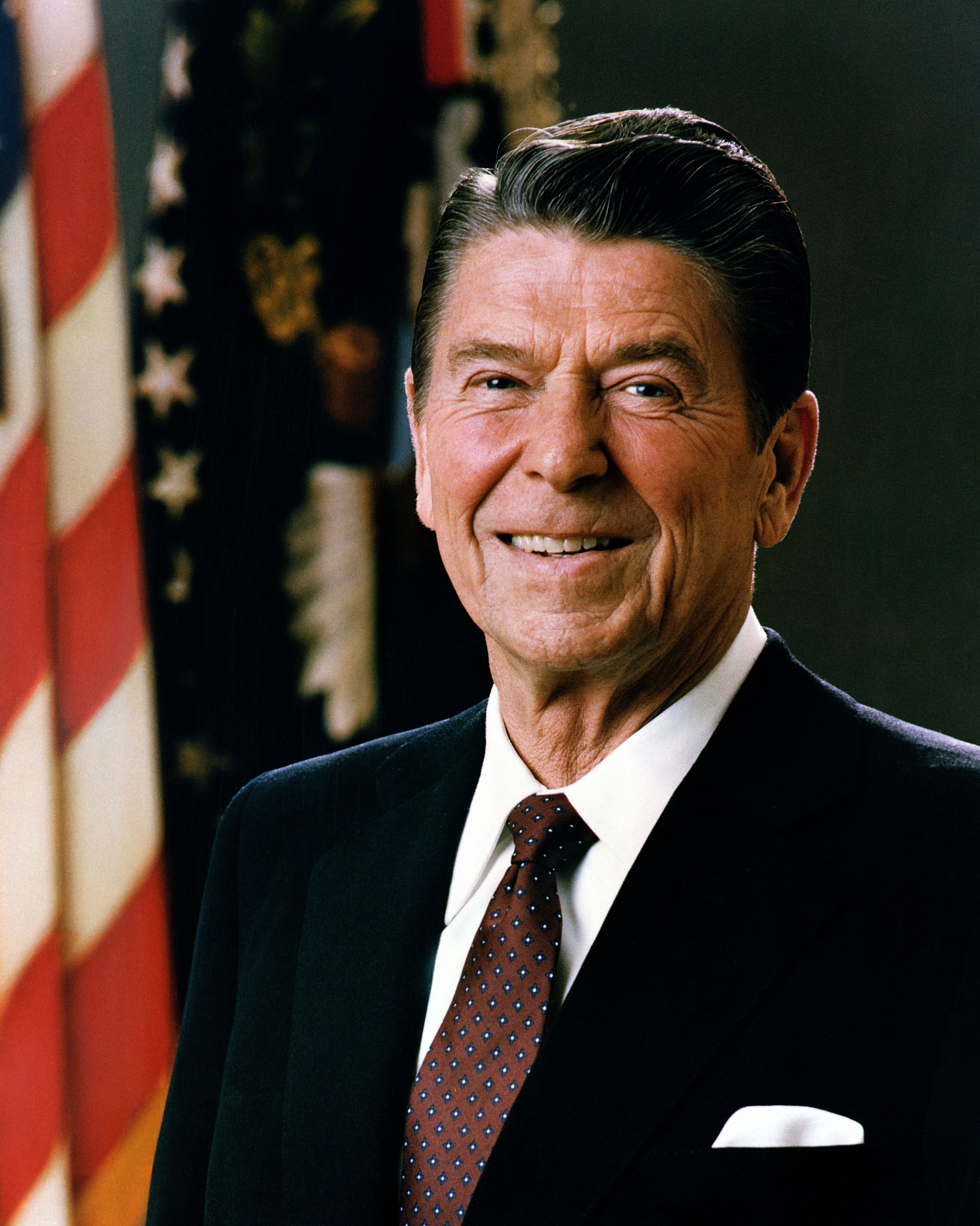
Ronald Reagan

Oltre al crescente appello a sentimenti conservatori, le prospettive di rielezione di Carter nelle elezioni presidenziali statunitensi del 1980 vennero rafforzate quando riuscì facilmente a respingere una sfida alle primarie da parte del senatore Edward Kennedy del Massachusetts, icona dei liberali. Sullo sfondo della stagflazione economica e della percepita debolezza americana contro l'URSS all'estero, Ronald Reagan, ex governatore della California, ottenne la nomina repubblicana nel 1980, vincendo gran parte delle primarie. Dopo aver fallito nell'ottenere un accordo senza precedenti con Ford, che sarebbe stato una specie di co-presidente, Reagan scelse il suo principale avversario alle primarie, George H. W. Bush, come candidato alla vice presidenza. Durante la campagna elettorale Reagan si affidò a Jeane Kirkpatrick come consigliere per la politica estera, perché identificasse le vulnerabilità di Carter in tale campo.
Reagan promise la fine della deriva nella politica estera degli USA nel dopo-Vietnam, e un ripristino della forza militare della nazione. Promise inoltre la fine del "big government" e di ripristinare la salute economica tramite l'uso della "supply-side economics", una politica che il suo stesso vice presidente aveva in precedenza deriso definendola "voodoo economics". Comunque, tutti questi obiettivi non erano riconciliabili attraverso una politica economica coerente.
Gli economisti che sostenevano la "Supply-side economics" guidarono l'assalto allo stato assistenziale costruito dal New Deal e dalla Grande Società. Essi asserivano che i disagi dell'economia USA erano in gran parte il risultato di una tassazione eccessiva, che aveva tenuto lontano il denaro dagli investitori privati e quindi soffocato la crescita economica. La soluzione, sostenevano, era di tagliare le tasse ovunque, in particolare nella fascia a più alto reddito, allo scopo di incoraggiare gli investimenti privati. Miravano anche a tagliare le spese governative su assistenza e servizi sociali destinati ai settori più poveri della società, che si erano rinforzate durante il periodo del Vietnam.
L'opinione pubblica, in particolare la classe media della Sun Belt, concordò con le proposte di Reagan, e lo votò presidente nel 1980. I critici accusarono che gli attacchi di Reagan all'assistenza federale erano pensati per appellarsi ad una classe media che si supponeva insensibile ai problemi che dovevano affrontare le famiglie e le minoranze povere. Essi indicarono anche fattori di economia internazionale degli anni 1970, come il crollo del sistema Bretton Woods di ordine monetario internazionale e la crisi energetica del 1973, che erano oltre qualsiasi controllo da parte del presidente.
Le elezioni statunitensi del 1980 furono un punto di svolta nella politica statunitense. Segnarono il nuovo potere elettorale dei sobborghi e della Sun Belt; inoltre, fu la svolta per togliere l'impegno nei programmi anti povertà del governo e nell'affirmative action, caratteristici della Grande Società. Segnalò anche un impegno per una politica estera più aggressiva.
Una terza candidatura del deputato John B. Anderson dell'Illinois, un Repubblicano moderato, ebbe poca fortuna. Le questioni principali della campagna furono la stagflazione, le minacce alla sicurezza nazionale, la crisi degli ostaggi in Iran, e il malessere generale che sembrava indicare come finiti i tempi d'oro degli Stati Uniti. Carter sembrò incapace di controllare l'inflazione e aveva fallito nel salvataggio degli ostaggi a Tehran. Carter scaricò i suoi consiglieri orientati verso la politica della distensione e si spostò rapidamente a destra contro i sovietici, ma Reagan disse che era troppo poco, e troppo tardi.
Reagan ebbe una vittoria schiacciante, con 489 voti nei collegi elettorali contro i 49 di Carter. I Repubblicani sconfissero dodici senatori Democratici—molti dei quali abbastanza anziani—per riprendere il controllo del Senato dopo 25 anni. Alle elezioni, Reagan ricevette 43.904.153 voti (50,7% dei voti totali) e Carter 35.483.883 (41,0%). John Anderson ottenne solo 5.720.060 voti.

## L'amministrazione Reagan
L'approccio di Reagan alla sua presidenza fu una specie di allontanamento da quello dei suoi predecessori; egli delegò molta parte del lavoro ai suoi subordinati, lasciandogli gestire gran parte delle questioni quotidiane del governo. Reagan inquadrò dei grandi temi e creò una forte connessione personale con i votanti. Contrariamente al compagno di partito Richard Nixon, Reagan non era così preoccupato dai dettagli dell'amministrazione quotidiana.

### La Reaganomics e il budget federale del 1981
Ronald Reagan promise un revival dell'economia che avrebbe influenzato tutti i settori della popolazione. Propose di ottenere tale scopo tagliando le tasse e riducendo le dimensioni e gli obiettivi dei programmi federali. I critici del suo piano dissero che i tagli alle tasse avrebbero ridotto le entrate, portando a un deficit federale più grande, che a sua volta avrebbe portato a più alti tassi di interesse, opprimendo qualsiasi beneficio economico. Reagan e i suoi sostenitori, affidandosi alle teorie della supply-side economics, sostennero che i tagli alle tasse avrebbero incrementato le entrate grazie alla crescita economica, permettendo al governo federale di equilibrare il budget per la prima volta dal 1969.
La legislazione economica di Reagan nel 1981, comunque, fu una miscela di programmi contrastanti per soddisfare tutte le componenti del voto conservatore (monetaristi, indecisi della classe media, benestanti, ecc.). I monetaristi vennero placati con stretti controlli sulla base monetaria, i cosiddetti "cold warriors", soprattutto i neoconservatori come la Kirkpatrick, ottennero grandi incrementi nel budget per la difesa; i contribuenti benestanti videro una riduzione triennale sia delle tasse individuali (i tassi marginali alla fine scesero dal 70% al 50%) sia sulle tasse aziendali; e la classe media vide che le sue pensioni non sarebbero state prese di mira. Reagan dichiarò tagli di spesa per il budget dell'assistenza sociale, che ammontava a quasi metà delle spese governative, teoricamente off limits a causa delle paure di un contraccolpo elettorale, ma l'amministrazione venne pressata per spiegare come avrebbe fatto il suo programma di tagli alle tasse e grosse spese per la difesa a non aumentare il deficit.
Il direttore del bilancio David Stockman, si affrettò a far approvare il programma di Reagan al Congresso prima della scadenza di quaranta giorni. Stockman non aveva dubbi che i tagli alle spese fossero necessari, e taglio le spese in generale (eccetto quelle per la difesa) per circa 40 miliardi di dollari; e quando le cifre non tornavano, ricorse all'"asterisco magico"—che significava "risparmi futuri da identificare". Gli appelli dell'elettorato minacciato dalla perdita di servizi sociali non ebbero effetto; il tagli al bilanco passarono dal Congresso con relativa facilità.

### La recessione del 1982

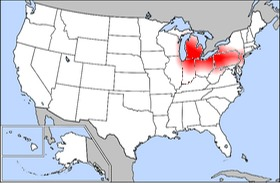
La Rust Belt evidenziata in rosso in questa mappa.

All'inizio del 1982 il programma economico di Reagan era assediato dalle difficoltà. La nazione era entrata nella peggior recessione dai tempi della Grande depressione. Nel breve termine l'effetto della Reaganomics fu un deficit di bilancio in crescita. I prestiti governativi, assieme alla stretta alla base monetaria, risultarono in tassi di interesse altissimi (che arrivarono rapidamente attorno al 20%) e in una grave recessione con un tasso di disoccupazione del 10% nel 1982. Alcune regioni della "Rust Belt" (il Midwest e il Nordest industriali) scesero in una condizione di virtuale depressione. Solo l'inflazione venne immediatamente bloccata dal programma economico di Reagan.
Anche se Reagan avrebbe in seguito vinto la sua rielezione con una vittoria netta nelle presidenziali del 1984, il gradimento per la sua presidenza sprofondò nei mesi peggiori della recessione del 1982. I Democratici vinsero le elezioni di metà termine, recuperando le perdite del precedente ciclo elettorale. All'epoca i critici accusarono spesso Reagan di presiedere inconsapevole su una crisi economica e fiscale, accontentandosi di raccontare storielle sul periodo della sua carriera cinematografica, fare apparizioni, e pronunciare slogan. Ad esempio, nel 1982 l'ex direttore del bilancio David Stockman, un ardente conservatore fiscale, scrisse, "Sapevo che la rivoluzione di Reagan era impossibile--era una metafora senza agganci nella realtà politica e economica".
Eppure, la recessione risaliva ben dentro gli anni '70, molto prima del programma economico di Reagan. Inoltre, la resa dell'economia statunitense sotto Reagan fu migliore rispetto a quella del Regno Unito di Margaret Thatcher, che era stata coerente nella sua applicazione di un regime monetaristico (una stretta politica monetaria e una stretta politica fiscale, che produssero una deflazione nel mezzo della depressione).

### Ripresa
Contrariamente alla Thatcher, Reagan combinò il regime di stretta monetaria della Federal Reserve con una politica fiscale espansionistica. Seguendo la recessione del 1982, le alte spese del governo furono uno dei fattori che contribuirono alla forte crescita (4,2% annuo nel periodo 1982-1988). Con la simultanea riduzione delle tasse, essa spinse in alto significativamente anche il deficit.
Un altro fattore nella ripresa dai momenti peggiori del 1982-83 fu il netto calo dei prezzi del petrolio, che pose fine alle pressioni che facevano salire i prezzi dei carburanti. Il virtuale collasso del cartello dell'OPEC permise all'amministrazione di alterare le sue strette politiche monetarie, per la costernazione degli economisti conservatori e monetaristi, che iniziarono a premere per una riduzione dei tassi di interesse e un'espansione della base monetaria, subordinando in pratica le preoccupazioni circa l'inflazione (che sembrava ora sotto controllo) alle preoccupazioni riguardanti la disoccupazione e il declino negli investimenti.
A metà del 1983, la disoccupazione diminuì dall'11% del 1982 all'8,2%. La crescita del PIL fu del 3,3%, la più alta dalla metà degli anni '70. L'inflazione era sotto il 5%. La crescita del PIL, comunque, andò sempre più a mettere in ombra una non equa distribuzione del reddito, la povertà crescente, e l'abbassamento dei salari reali per la metà inferiore dei percepitori di reddito.

### Deficit, dollaro e commercio
A seguito della ripresa economica che iniziò nel 1983, l'effetto fiscale a medio termine della Reaganomics fu un deficit rampante, con spese che continuavano ad eccedere le entrate a causa dei tagli alle tasse e a maggiori spese per la difesa. Il bilancio militare crebbe mentre le entrate fiscali, nonostante fossero aumentate rispetto alla stagnante fine degli anni 1970, non riuscirono a pareggiare i costi in rapida ascesa.
Nel suo primo mandato, Reagan continuò a chiedere aumenti al budget della difesa, fino al 10% annuo. I comitati del congresso nel frattempo, stavano indagando sul fatto che i mille miliardi di dollari in spese militari del primo mandato di Reagan avevano sorprendentemente portato a poco, indicando una presunta cattiva gestione da parte del Pentagono. Negli anni 1980, ad esempio, quasi 50 dei principali fornitori della difesa vennero indagati per aver sovraccaricato i prezzi e per altre condotte criminali.
I tagli alle tasse del 1981, i più grandi nella storia degli USA, erosero anche la base di entrate del governo federale nel breve termine. Il massiccio incremento nelle spese militari (circa 1.600 miliardi di dollari in cinque anni) superò di molto i tagli nelle spese sociali, nonostante l'impatto lancinante che tali tagli generarono nei confronti dei segmenti più poveri della società. Anche così, per la fine del 1985, i finanziamenti per i programmi interni erano stati tagliati tanto quanto il Congresso potesse tollerare.
In questo contesto, il deficit crebbe da 60 miliardi di dollari nel 1980 a un massimo di 220 miliardi nel 1986 (ben oltre il 5% del PIL). Durante questo periodo il debito nazionale fu più che raddoppiato, passando da 749 a 1.746 miliardi di dollari.
Mentre la spesa deficitaria ebbe valore come stimolo economico, e aiutò nella ripresa dopo il 1982, la dimensione delle insufficienze di bilancio degli anni 1980 lasciarono alti i tassi di interesse e un dollaro sopravvalutato, causando sofferenza a investimenti ed esportazioni e conseguentemente aumentando il deficit commerciale statunitense.
Poiché gli interessi sui risparmi negli USA erano molto bassi (circa un terzo di quelli del Giappone) il deficit venne coperto principalmente con prestiti dall'estero, facendo passare gli USA, nel giro di pochi anni, da più grande nazione creditrice del mondo a più grande debitrice. Questo non solo danneggiava lo status degli USA, ma fu anche un profondo cambiamento nel sistema finanziario internazionale del dopoguerra, che si era affidato all'esportazione di capitale statunitense.
Il deficit stava tenendo alti i tassi di interesse, anche se sotto il livello massimo del 20% dei primi anni dell'amministrazione Reagan, grazie a una tregua nella politica di stretta monetaria, e minacciava di spingerli ancora più in alto. Il governo fu costretto a chiedere in prestito così tanto denaro per poter pagare i suoi conti, che stava spingendo in alto il prezzo dei prestiti. Anche se i sostenitori della supply-side economics promisero una crescita negli investimenti grazie ai tagli fiscali, crescita e investimenti soffrirono nel contesto degli alti tassi di interesse.
Cosa forse più allarmante, il deficit dell'era Reagan teneva sopravvalutato il dollaro statunitense. Con una domanda così alta di dollari (dovuta in larga misura ai prestiti governativi), il dollaro acquisì una forza allarmante nei confronti delle altre valute principali. Con il dollaro che saliva di valore, le esportazioni americane divennero sempre meno competitive, e il Giappone ne fu il principale beneficiario. L'alto valore del dollaro rese difficile agli stranieri l'acquisto di beni americani d'importazione, che arrivavano sul mercato con prezzi alti.
La bilancia commerciale statunitense divenne sempre più sfavorevole; il deficit commerciale passò da venti a oltre cento miliardi di dollari. Così industrie statunitensi quali quella dell'automobile e dell'acciaio fronteggiarono una rinnovata competizione sia all'estero che sul mercato interno.
L'enorme deficit era in larga misura un'eredità dell'impegno di Lyndon Johnson per "guns and butter" (fucili e burro, ovvero la Guerra del Vietnam e la Grande Società) e della crescente competizione da parte delle altre nazioni del G7 dopo la ricostruzione del dopoguerra, ma fu l'amministrazione Reagan che scelse di far sviluppare il debito.
Mentre Reagan era in carica, accuse di un "vuoto di potere" esecutivo e di una scarsa attenzione presidenziale non furono probabilmente del tutto partigiane. Alcuni conservatori fiscali e Democratici criticarono il presidente per l'estensione della spesa deficitaria, soffermandosi spesso sulla mancanza di supervisione delle spese per la difesa. Nel gennaio 1985, l'importante editorialista conservatore William Safire, alluse alle accuse di George H. W. Bush secondo cui Reagan era sostenitore di una "voodoo economics", fatte durante la gara per la nomina Repubblicana del 1980, e dichiarò sul The New York Times Magazine che "la Reaganomics mette in cattiva luce il voodoo" e che "gli Stati Uniti hanno perso il controllo dei loro mercati finanziari in favore degli stranieri."
Il 2 gennaio 1988 fu firmato il Canada-U.S. Free Trade Agreement che creò una zona di libero scambio tra Canada e Stati Uniti.

## Politica estera di Reagan

### Intervento e relazioni diplomatiche in America Latina, Medio Oriente, Africa e Sud-est asiatico

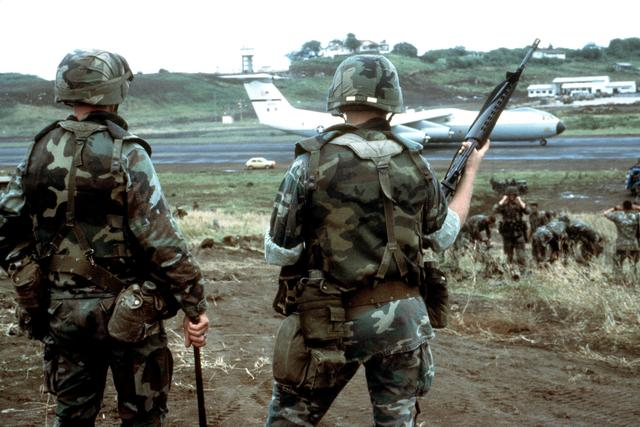
Marines statunitensi a Grenada il 3 novembre 1983

Con la promessa di Reagan di ripristinare la forza militare degli Stati Uniti, gli anni ottanta videro un massiccio incremento delle spese militari, che ammontarono a circa 1.600 miliardi di dollari in cinque anni. Partì una nuova corsa agli armamenti, mentre le relazioni tra superpotenze si deterioravano fino ad un livello che non si vedeva dagli anni sessanta.
L'amministrazione Reagan favorì un approccio aggressivo alla guerra fredda, in particolare nell'arena di competizione tra superpotenze costituita dal terzo mondo. Dopo la sconfitta in Vietnam, comunque, gli statunitensi sopportavano malvolentieri i costi finanziari connessi alle operazioni militari su vasta scala. L'amministrazione elaborò allora la strategia dei "conflitti a bassa intensità" con l'impegno di basse aliquote di personale addestrato in particolare per le controinsurrezioni, invece di quella che si basava sull'impegno di grosse unità militari, come furono le guerre di Corea e Vietnam.
Il conflitto arabo-israeliano diede un altro impeto alle azioni militari. Israele invase il Libano per distruggere l'Organizzazione per la Liberazione della Palestina (OLP). Ma dopo il massacro di Sabra e Chatila, che provocò una crisi politica in Israele e un imbarazzo internazionale, le forze statunitensi si mossero a Beirut per incoraggiare il ritiro israeliano. In precedenza l'amministrazione aveva appoggiato l'invasione israeliana a metà del 1982, da una parte per mantenere il sostegno di Israele, ma anche per ridurre l'influenza del nemico filo-sovietico di Israele, la Siria. Comunque l'intervento statunitense nella sfaccettata guerra civile libanese ebbe conseguenze disastrose. Il 23 ottobre 1983, un attentato suicida alla caserma dei Marines fece 241 vittime statunitensi. Poco dopo gli USA ritirarono i 1.600 soldati restanti.
Due giorni dopo l'attentato di Beirut, gli USA condussero l'operazione Urgent Fury—l'invasione di Grenada. Il 19 ottobre la piccola isola-nazione aveva vissuto il colpo di Stato del vice primo ministro Bernard Coard, un irriducibile marxista-leninista che cercava di rafforzare i legami esistenti con Cuba, l'Unione Sovietica e altri stati comunisti. Il pretesto dell'amministrazione Reagan per l'invasione fu la protezione di cinquecento studenti di medicina statunitensi e occidentali dal governo di Coard. Il successo dell'operazione Urgent Fury risollevò il morale americano dopo il devastante attacco suicida di Beirut e distolse l'attenzione dei media da quest'ultimo evento. Grenada servì da modello per i successivi "conflitti a bassa intensità". Gli USA in seguito attaccarono in modo simile la Libia, dopo che il suo leader, il colonnello Muammar al-Gaddafi, venne messo in relazione con l'attentato in una discoteca tedesca frequentata da militari statunitensi, che produsse tre morti, di cui due statunitensi.
Nel 1982-83 l'amministrazione Reagan fornì anche sovvenzioni e armi ai governi di El Salvador e Honduras (pesantemente influenzati dai militari) e in misura minore a quello del Guatemala, che era governato da un autocrate militare di destra, il generale Efraín Ríos Montt. L'amministrazione ribaltò anche la condanna ufficiale dell'ex presidente Jimmy Carter riguardante gli abusi dei diritti umani commessi dalla giunta militare argentina e permise alla CIA di collaborare con l'intelligence argentina nel sovvenzionare i Contras. L'America Centrale fu la preoccupazione primaria, in particolare El Salvador e Nicaragua, dove la rivoluzione sandinista aveva abbattuto l'ex governo della famiglia Somoza, appoggiato dagli USA. Le due nazioni erano state dominate storicamente dalle multinazionali e dall'oligarchia dei ricchi proprietari terrieri, mentre gran parte della loro popolazione restava nella povertà. Come conseguenza, i leader rivoluzionari, prevalentemente marxisti, avevano ottenuto un sempre maggior supporto dai contadini delle due nazioni.
Nel 1982 la CIA, con l'assistenza dei servizi segreti argentini, organizzarono e finanziarono i paramilitari di destra in Nicaragua, noti come Contras. Il tracciamento dei fondi segreti per questa operazione portarono alla rivelazione dell'Irangate. Nel 1985 Reagan autorizzò la vendita di armi all'Iran, nel fallito tentativo di liberare ostaggi statunitensi in Libano. Reagan in seguito dichiarò di non essere a conoscenza che i suoi subordinati stavano illegalmente trasferendo i proventi ai Contras, fatto per il quale il tenente colonnello dei marines Oliver North, aiutante del consigliere nazionale alla sicurezza John M. Poindexter, si prese gran parte della colpa.
Nell'Africa subsahariana, l'amministrazione Reagan, con l'aiuto del Sudafrica dell'apartheid, cercò anche di rovesciare le dittature marxiste-leniniste del FRELIMO e dell'MPLA, rispettivamente in Mozambico e in Angola, entrambe sostanziosamente appoggiate da Cuba e dai sovietici, mentre nelle due nazioni era in corso la guerra civile. L'amministrazione intervenne a fianco dei gruppi insurrezionali del RENAMO in Mozambico e dell'UNITA in Angola, rifornendoli segretamente di aiuti militari e umanitari.
In Afghanistan, Reagan incrementò gli aiuti militari e umanitari ai mujaheddin che combattevano contro il governo fantoccio sovietico, fornendoli di missili antiaereo Stinger. Arabia Saudita e Pakistan, alleati degli USA, fornirono anch'essi significativa assistenza ai ribelli. Il segretario generale del PCUS Michail Gorbačëv ridusse e infine cessò l'impegno della sua nazione in Afghanistan, mentre le truppe sovietiche erano invischiate nella guerriglia.
Reagan espresse anche opposizione al regime comunista di Heng Samrin (e in seguito di Hun Sen) installato dai vietnamiti in Cambogia, che aveva spodestato il devastante regime dei Khmer rossi dopo che il Vietnam aveva invaso la nazione. L'amministrazione approvò aiuti militari e umanitari agli insorti repubblicani del KPNLF e ai monarchici del Funcinpec. L'amministrazione Reagan sostenne anche la continua ricognizione da parte dell'ONU del Governo di Coalizione della Kampuchea Democratica (un'alleanza ribelle tripartita composta da KPNLF, Funcinpec e Khmer Rossi) che si contrapponeva al regime della Repubblica Popolare di Cambogia, sostenuto dal Vietnam. Reagan proseguì il sostegno americano all'autocratico presidente delle Filippine Ferdinand Marcos, un fervente anticomunista. Nel dibattito presidenziale del 1984 sponsorizzato dalla League of Women Voters, Reagan spiegò il sostegno a Marcos da parte della sua amministrazione dichiarando: «So che ci sono cose nelle Filippine che non ci sembrano buone dal punto di vista dei diritti democratici. Ma qual è l'alternativa? Un grande movimento comunista.», facendo riferimento alla guerriglia comunista operante nelle Filippine all'epoca. Gli USA avevano anche un notevole interesse strategico nelle Filippine, sapendo che il governo di Marcos non avrebbe interferito negli accordi per mantenere le basi navali statunitensi nel paese. Marcos venne in seguito cacciato nel 1986 dal più pacifico movimento del "Potere al Popolo", guidato da Corazon Aquino.

### La fine della Guerra Fredda
L'amministrazione Reagan adottò una linea dura nei confronti dell'URSS. All'inizio del suo primo mandato, il presidente attaccò la superpotenza rivale definendola come l'"impero del male". Mentre era stato Jimmy Carter a porre ufficialmente fine alla politica della distensione, a seguito dell'intervento sovietico in Afghanistan, le tensioni Est-Ovest agli inizi degli anni 1980 raggiunsero livelli che non si vedevano dai tempi della crisi dei missili di Cuba. La Strategic Defense Initiative (SDI) nacque dal peggioramento delle relazioni USA-URSS dell'era Reagan. All'epoca popolarmente soprannominato "Guerre stellari", la SDI fu un progetto di ricerca di svariati miliardi di dollari per ottenere un sistema di difesa missilistico.
Mentre i sovietici avevano goduto di grandi conseguimenti sul palcoscenico internazionale prima che Reagan entrasse in carica nel 1981, come l'unificazione del Vietnam, loro alleato socialista, nel 1976, e una fila di rivoluzioni socialiste in Asia Sudorientale, America Latina e Africa, il rafforzamento dei legami della nazione con i paesi del Terzo Mondo negli anni '60 e '70 servì solo a mascherare la sua notevole debolezza in confronto agli USA. L'economia sovietica soffriva di gravi problemi strutturali. Le riforme rimasero in stallo nel periodo 1964-1982 e le carenze di beni di consumo divennero sempre più famose.
Le tensioni Est-Ovest si rilassarono rapidamente dopo la salita al potere di Michail Gorbačëv. Dopo la morte di tre vecchi leader sovietici in fila a partire dal 1982, il Politburo elesse Gorbačëv come capo del Partito Comunista Sovietico nel 1985, segnando l'ascesa di una nuova generazione di leader politici. Sotto Gorbačëv, i tecnocrati orientati alle riforme e relativamente giovani consolidarono rapidamente il loro potere, fornendo una nuova spinta per la liberalizzazione politica ed economica, e l'impeto per coltivare relazioni più calorose e commerci con l'Occidente.
Concentrandosi sulla perestroika, Gorbačëv lottò per far crescere la produzione di beni di consumo, impresa impossibile dato il doppio fardello dato dalla corsa agli armamenti della Guerra Fredda da una parte, e dalla fornitura di grandi somme di aiuto militare e umanitario che gli alleati socialisti dell'URSS avevano imparato ad attendersi, dall'altra. Sotto Gorbačëv i politicanti sovietici accettarono sempre più gli avvertimenti dell'amministrazione Reagan per cui gli USA avrebbero reso la corsa agli armamenti un peso sempre più difficile da sopportare. Il risultato, in Unione Sovietica, fu un approccio duale di concessioni agli Stati Uniti e di ristrutturazione economica (perestroika) e democratizzazione (glasnost) interna, le quali resero infine impossibile a Gorbačëv mantenere il controllo centrale. I falchi di Reagan hanno fin da allora sostenuto che la pressione derivante dall'incremento nelle spese statunitensi per la difesa diede un'ulteriore spinta alle riforme.